# 1929年のル・マン24時間レース

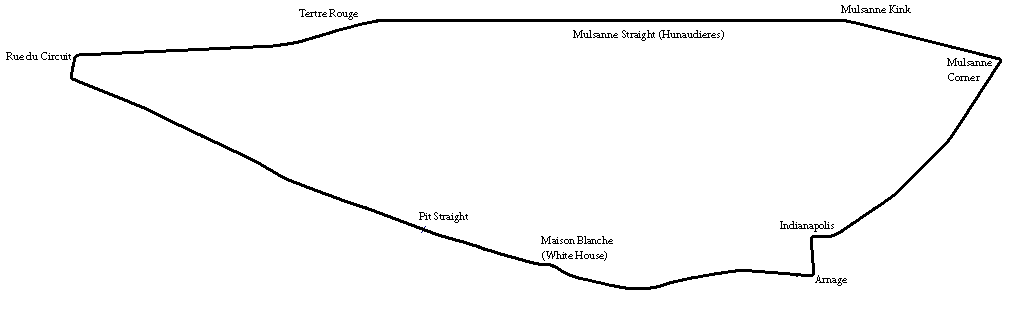
1929年のコース

1929年のル・マン24時間レース（24 Heures du Mans 1929 ）は、7回目のル・マン24時間レースであり、1929年6月15日から6月16日にかけてフランスのサルト・サーキットで行われた。

## 概要
コースは17.262km/周から16.340km/周へとわずかに短縮された。
出走したのは25台。完走したのは10台。
ベントレーはベントレー・スピード6の1号車、ベントレー・4½リットルの8号車から11号車の4台、計5台を投入した。11号車のみペロット製のブレーキを装着していたという。
1周目を終わった時点でベントレーは前から1号車、8号車、9号車、10号車、11号車、と5位までをゼッケン番号順に占めて走っていた。
7周目にバーナード・ルービン（Bernard Rubin ）/アール・ハウ（Earl Howe ）組の11号車がダイナモシャフト破損によりリタイヤし、ル・マンで最初にリタイヤしたベントレーとなったもののそれ以外の4台は完走した。
ウルフ・バーナート（Woolf Barnato ）/ヘンリー・バーキン（Henry Birkin ）組のベントレー・スピード6の1号車が24時間で2843.830kmを平均速度118.492km/hで走って優勝した。C・H・モワティによると1号車は10周目にラップ平均速度で123.305km/hの新記録を出し、その後さらに133.551km/hに更新したというが、当時の新聞「オート」のモーリス・バーソンの記事によれば新記録は18周目で、タイムは7分7秒、平均速度は137.929km/h、最高速度は180km/hであったという。
第2位はジャック・ダンフィー（Jack Dunfee ）/グレン・キッドストン（Glen Kidston ）組のベントレー・4½リットル9号車、第3位はダドリー・ベンジャフィールド（Dudley Benjafield ）/アンドレ・ド・エアランガー（André d'Erlanger ）組のベントレー・4½リットル10号車、第4位はフランク・クレメント（Frank Clement ）/ジャン・シャサーニュ（Jean Chassagne ）組のベントレー・4½リットル8号車と上位4位までを独占し完全勝利と言える状況であった。
| 順位 | クラス | 号車 | チーム             | ドライバー                                                      | シャシ                                 | エンジン                                          | 周回数 |
| ---- | ------ | ---- | ------------------ | --------------------------------------------------------------- | -------------------------------------- | ------------------------------------------------- | ------ |
| 1    | 8.0    | 1    | ベントレー         | - ウルフ・バーナート - ヘンリー・バーキン                       | ベントレー・スピード6 "Old Number One" | ベントレー 6.6リットル直列6気筒                   | 174    |
| 2    | 5.0    | 9    | ベントレー         | - ジャック・ダンフィー - グレン・キッドストン                   | ベントレー・4½リットル                 | ベントレー 4.4リットル直列4気筒                   | 167    |
| 3    | 5.0    | 10   | ベントレー         | - Dr. ダドリー・ベンジャフィールド - アンドレ・ド・エアランガー | ベントレー・4½リットル                 | ベントレー 4.4リットル直列4気筒                   | 159    |
| 4    | 5.0    | 8    | ベントレー         | - フランク・クレメント - ジャン・シャサーニュ                   | ベントレー・4½リットル                 | ベントレー 4.4リットル直列4気筒                   | 156    |
| 5    | 8.0    | 5    | スタッツ・パリ     | - Guy Bouriat - フィルップ・ド・ロチルド                        | スタッツ・DV32                         | スタッツ 5.3リットル直列8気筒スーパーチャージャー | 153    |
| 6    | 5.0    | 14   | チーム名なし       | - アンリ・ストッフェル - Robert Benoist                         | クライスラー・75                       | クライスラー 4.1リットル直列6気筒                 | 152    |
| 7    | 5.0    | 15   | チーム名なし       | - Cyril de Vere - マルセル・モンジャン                          | クライスラー・77                       | クライスラー 4.1リットル直列6気筒                 | 149    |
| 8    | 1.5    | 21   | チーム名なし       | - ケネス・ピーコック - サミー・ニューサム                       | リー・フランシス・ハイパーTT           | メドーズ 1.5リットル直列4気筒スーパーチャージャー | 135    |
| 9    | 1.1    | 26   | ピエール・フナイユ | - ルイ・バラート - ルイ・デブニー                               | トラクタ                               | S.C.A.P 1.0リットル直列4気筒スーパーチャージャー  | 128    |
| 10   | 1.1    | 27   | ピエール・フナイユ | - ジャン・アルベール・グレゴワール - フェルナン・ヴァロン       | トラクタ                               | S.C.A.P. 1.0リットル直列4気筒スーパーチャージャー | 126    |